# 龙庆彝族壮族乡
龙庆彝族壮族乡是中华人民共和国云南省曲靖市师宗县下辖的一个民族乡。

## 行政区划
龙庆彝族壮族乡下辖以下村级行政区划单位：
龙庆村、黑尔村、阿那黑村、泥曹村、庄科村、下寨村、扯寨村、豆温村、落红甸村、山黑村、杜吉村、笼杂村、束米甸村和朝阳村。